# Rana asiatica
La rana asiatica (Rana asiatica, Bedriaga, 1898) è un anfibio della famiglia Ranidae diffuso in Cina, Kazakistan e Kirghizistan. Predilige le foreste e le zone umide temperate.